# Jean Angelo
Jean-Jacques Barthélémy, dit Jean Angelo est un acteur français, né le 17 mai 1888 à Paris et mort le 26 novembre 1933 à Paris.

## Biographie

### Jeunesse
Jean-Jacques Barthélémy naît le 17 mai 1888 dans le 6e arrondissement de Paris. Son père, Émile-Télémaque Barthélémy, alias Angelo, comédien — ayant participé à la première tournée américaine de Sarah Bernhardt (en 1880-1881), dont il reprend le nom de scène plus tard.

### Mort
Jean Angelo meurt, le 26 novembre 1933, à la clinique Oudinot dans le 7e arrondissement de Paris.

## Filmographie partielle

### Années 1890 et 1900
- 1908 : L'Assassinat du duc de Guise (314 m) d'André Calmettes
- 1908 : Le Trouvère d'Albert Capellani
- 1908 : Salomé d'Albert Capellani
- 1909 : Vengeance corse de René Chavance
- 1909 : La Légende du violoneux (235 m) d'Adolphe Adenis : Pierre
- 1909 : La Laide, conte hindou (195 m) de Michel Carré : Iavèh
- 1909 : Ordre du roy de Michel Carré

### Années 1910
- 1910 : Le Joueur de cornemuse de Charles Torquet : Le joueur de cornemuse
- 1910 : Fra Diavolo d'Albert Capellani : Fra Diavolo
- 1910 : La Folle des ruines - Production Pathe : Yann
- 1911 : Notre-Dame de Paris (810 m) d'Albert Capellani
- 1911 : La Générosité du mari (175 m) - Production S.C.A.G.L : L'amant
- 1911 : La Faute de la sœur aînée - Production S.C.A.G.L - : Cyprien, le fiancé
- 1912 : Les Millions de l'orpheline (570 m) de Daniel Riche - Xavier de Pibrac
- 1912 : La Bien-aimée (La Douce Alsace) de Maurice Le Forestier
- 1912 : Les Mystères de Paris d'Albert Capellani (1 540 m, en 4 parties)
- 1912 : La Reine Élisabeth (Les Amours de la reine Élisabeth) (1 100 m) de Louis Mercanton et Henri Desfontaines : Seymour
- 1913 : La Dernière Heure
- 1913 : Le Bonheur par l'enfant (710 m) de Daniel Riche : André Miriam
- 1913 : L'argent ne fait pas le bonheur (780 m) de Daniel Riche : Dominique
- 1913 : Les Misérables [5] d'Albert Capellani : Enjolras
- 1914 : Vendetta de Louis Mercanton et René Hervil
- 1917 : Par la vérité [6] de Gaston Leprieur et Maurice de Féraudy
- 1917 : Mères françaises (1 230 m) de Louis Mercanton et René Hervil : Robert d'Urbesc
- 1918 : The Divine Sacrifice de George Archainbaud : David Carewe
- 1918 : L'Expiation ou Le marquis de Vilbois (1 800 m, en 4 parties) de Camille de Morlhon

### Années 1920
- 1920 : Les Chères Images (1 300 m) d'André Hugon : Pierre et André Chantal
- 1920 : L'Atlantide (4 000 m) de Jacques Feyder : le Capitaine Morhange
- 1921 : Fromont jeune et Risler aîné (2 000 m, en deux époques) de Henry Krauss : Frantz Risler
- 1921 : L'Autre (2 000 m) de Roger de Châteleux : Richard Malcor
- 1922 : La Maison dans la forêt (2 200 m) de Jean Legrand
- 1922 : L'Écuyère (1 900 m) de Léonce Perret : le comte Guy de Maligny
- 1922 : La Riposte (1 500 m) de Victor Tourjansky : Pablo Soriano
- 1923 : Le Chant de l'amour triomphant (2 000 m) de Victor Tourjansky : Muzio
- 1924 : Surcouf [7] de Luitz-Morat : Robert Surcouf
- 1924 : L'Aventurier (1 925 m) de Maurice Mariaud : Étienne Ranson
- 1924 : Hôtel Potemkine (Die Letzte Stunde) de Max Neufeld
- 1925 : Barocco (2 750 m) de Charles Burguet : Jean de Kérauden
- 1925 : Le Double Amour (2 000 m) de Jean Epstein : Jacques prémont-Solène
- 1925 : Les Aventures de Robert Macaire [8] de Jean Epstein : Robert Macaire
- 1926 : Martyre [9] de Charles Burguet : Roger de mancel
- 1926 : La Fin de Monte-Carlo de Mario Nalpas et Henri Etievant : Raphaël Montera
- 1926 : Nana [10] de Jean Renoir : le comte de Vandeuvres
- 1927 : Une java de Jean de Size : Jean Charvel
- 1927 : Marquitta (2 400 m) de Jean Renoir : le prince Vlasco
- 1927 : Chantage (2 750 m) de Henri Debain : le comte de Chincé
- 1927 : Zwei unterm Himmelszelt de Johannes Guter
- 1928 : La Ronde infernale de Luitz-Morat : Georges Gauthier
- 1928 : Le Crime de Vera Mirzewa (Der Fall des Staatsanwalts M...) de Rudolph Meinert et Giulio Antamoro : Mirzew
- 1929 : La Vierge folle de Luitz-Morat : Armaury
- 1929 : Monte Cristo (6 200 m) de Henri Fescourt : Edmond Dantès

### Années 1930
- 1930 : Mon cœur incognito de Manfred Noa et André-Paul Antoine
- 1930 : L'Enfant de l'amour de Marcel L'Herbier : Paul Rantz
- 1931 : L'Homme qui assassina de Kurt Bernhardt et Jean Tarride : le marquis de Sévigné
- 1931 : La Dernière Berceuse de Gennaro Righelli
- 1931 : Le Sergent X ou Le Désert de Vladimir Strijewski : Chardin
- 1931 : Atout cœur de Henry Roussell : le comte Robert de Trembly-Matour
- 1932 : Le Triangle de feu d'Edmond T. Gréville : l'inspecteur Brémont
- 1932 : L'Atlantide de Georg-Wilhelm Pabst : le capitaine Morhange
- 1933 : Colomba de Jacques Séverac
- 1934 : Trois Balles dans la peau de Roger Lion : Maxime Dartois